# Théière de Russell
La théière de Russell (parfois appelée théière céleste) est une analogie proposée par Bertrand Russell (1872–1970) qui conteste l'idée que la charge de la preuve des croyances religieuses doive reposer sur le sceptique, et que c'est au contraire à celui qui adhère à ces croyances de démontrer leur validité.
L'idée est celle d'une hypothétique théière, trop petite pour être observée, qui orbiterait autour du Soleil, entre la Terre et Mars. Selon Russell, y croire (et demander aux gens d'y croire) sous prétexte qu'il n'est pas possible de prouver sa non-existence est insensé. La théière de Russell est une illustration du rasoir d'Ockham.
Le concept de la théière de Russell a été extrapolé au comique au travers de la Licorne rose invisible, du Pastafarisme et du culte du Canard en plastique jaune de Leo Bassi (es). Le musicien et poète Daevid Allen, du groupe Gong, utilise l'image d'une théière volante en couverture de l'album Flying Teapot, et se réfère à la théière de Russell dans son livre Gong Dreaming 2: The Histories & Mysteries of Gong from 1969-1975.
Si l'image de la théière nous vient de Russell, l'argument qu'elle sous-tend ne lui est pas spécifique ; on le trouve par exemple au XVIIIe siècle au tout début du testament de Jean Meslier[réf. non conforme].

## Principe

### Selon Bertrand Russell
Dans un article intitulé « Is There a God? », écrit pour un numéro de l’Illustrated Magazine de 1952 (mais jamais publié), Bertrand Russell écrivait :

« De nombreuses personnes orthodoxes parlent comme si c'était le travail des sceptiques de réfuter les dogmes plutôt qu'à ceux qui les soutiennent de les prouver. Ceci est bien évidemment une erreur. Si je suggérais qu'entre la Terre et Mars se trouve une théière de porcelaine en orbite elliptique autour du Soleil, personne ne serait capable de prouver le contraire pour peu que j'aie pris la précaution de préciser que la théière est trop petite pour être détectée par nos plus puissants télescopes. Mais si j'affirmais que, comme ma proposition ne peut être réfutée, il n'est pas tolérable pour la raison humaine d'en douter, on me considérerait aussitôt comme un illuminé. Cependant, si l'existence de cette théière était décrite dans des livres anciens, enseignée comme une vérité sacrée tous les dimanches et inculquée aux enfants à l'école, alors toute hésitation à croire en son existence deviendrait un signe d'excentricité et vaudrait au sceptique les soins d'un psychiatre à une époque éclairée, ou de l'Inquisiteur en des temps plus anciens. »

En 1958, Russell a développé cette analogie :

« Je devrais me dire agnostique ; mais, à toutes fins pratiques, je suis athée. Je ne pense pas que l'existence du Dieu chrétien soit plus probable que celle des dieux de l'Olympe ou du Valhalla. Pour prendre une autre illustration : personne ne peut prouver qu'il n'y a pas entre la Terre et Mars une théière en porcelaine tournant sur une orbite elliptique, mais personne ne pense que cela est suffisamment susceptible d'être pris en compte dans la pratique. Je pense que l'existence du Dieu chrétien est tout aussi improbable. »

### Selon Richard Dawkins

Photomontage reprenant l'une des illustrations de la plaque de Pioneer et remplaçant le parcours de la sonde par la théière de Russell. La phrase I want to believe est, entre autres, une référence à la série télévisée The X-Files.

Dans son livre A Devil's Chaplain, édité en 2003, Richard Dawkins détailla ainsi le thème de la théière :

« La religion organisée mérite la plus vive hostilité car, contrairement à la croyance en la théière de Russell, la religion organisée est puissante, influente, exemptée de taxes et systématiquement transmise à des enfants trop jeunes (le catéchisme commence à 7 ans) pour pouvoir s'en défendre. On ne force pas les enfants à passer leurs années de formation en mémorisant des livres farfelus sur les théières. Les écoles publiques n'excluent pas les enfants dont les parents préfèrent la mauvaise forme de théière. Les fidèles de la théière ne lapident pas les non-croyants en la théière, les apostats de la théière, les hérétiques de la théière ou les blasphémateurs de la théière. Les mères n'empêchent pas leurs fils d'épouser des shiksas de la théière sous prétexte que leurs parents croient en trois théières plutôt qu'une seule. Ceux qui versent le lait en premier ne mutilent pas ceux qui préfèrent commencer par verser le thé. »

Il mentionne aussi la théière de Russell dans son livre Pour en finir avec Dieu. Lors d'une conférence TED en 2002, il a ajouté :

« […] Strictement parlant, vous devriez être agnostique sur la question de l'existence d'une théière en orbite autour de Mars, mais cela ne signifie pas que vous considériez la probabilité de son existence comme étant égale à celle de sa non-existence. La liste des choses à propos desquelles nous devons être agnostiques strictement parlant ne s'arrête pas aux petites souris et aux théières. Elle est infinie. Si vous voulez en croire une en particulier, les licornes, les petites souris, les théières ou Yahvé, il vous incombe de le justifier. Il n'incombe pas au reste d'entre nous de dire pourquoi nous n'y croyons pas. Nous, les athées, sommes aussi des a-souristes et des a-théièristes. […] »